# Palácio Tiradentes

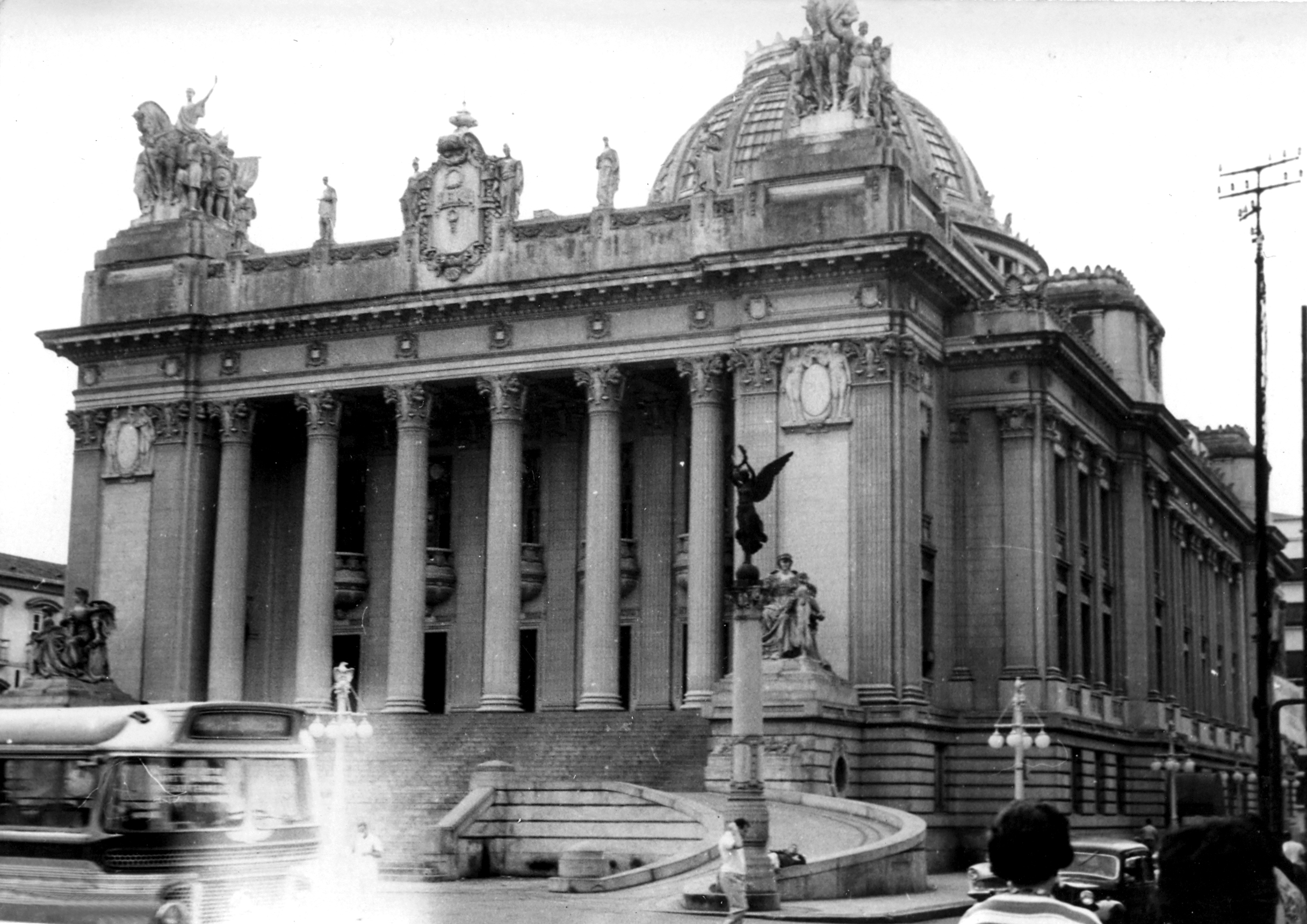
Der Tiradentes-Palast 1964

Der Palácio Tiradentes befindet sich am Praça Quinze de Novembro in der Stadt Rio de Janeiro, Brasilien. Er war zwischen 1926 und 1960 das Gebäude des brasilianischen Nationalkongresses und ist aktuell der Sitz der gesetzgebenden Versammlung des Bundesstaates Rio de Janeiro.

## Geschichte
Erbaut auf dem Gelände eines alten Gefängnisses aus der Kolonialzeit ersetzte der Palast das ehemalige Gebäude des Kaiserlichen Parlaments. Sein Name ehrt den Nationalhelden Joaquim José da Silva Xavier, genannt Tiradentes, zu Deutsch „Zahnzieher“, der dort inhaftiert war, bevor er am 21. April 1792 am Galgen hingerichtet und anschließend gevierteilt wurde.
Mit der Proklamierung des Estado Novo im Jahr 1937 wurde die Tiradentes-Palast Sitz der Abteilung für Presse und Propaganda (DIP). Mit dem Ende des Estado Novo 1954 kehrte die Abgeordnetenkammer in das Haus zurück.
Als 1960 Brasília die Hauptstadt wurde, wurde Rio de Janeiro Bestandteil des Bundesstaates Guanabara und der Tiradentes-Palast wurde Sitz der Gesetzgebenden Versammlung des Staates Guanabara. Guanabara bestand zwischen 1960 und 1975. Nach der Errichtung des Bundesstaates Rio de Janeiro wurde im Tiradentes-Palast die Gesetzgebende Versammlung von Rio de Janeiro (ALERJ) untergebracht.

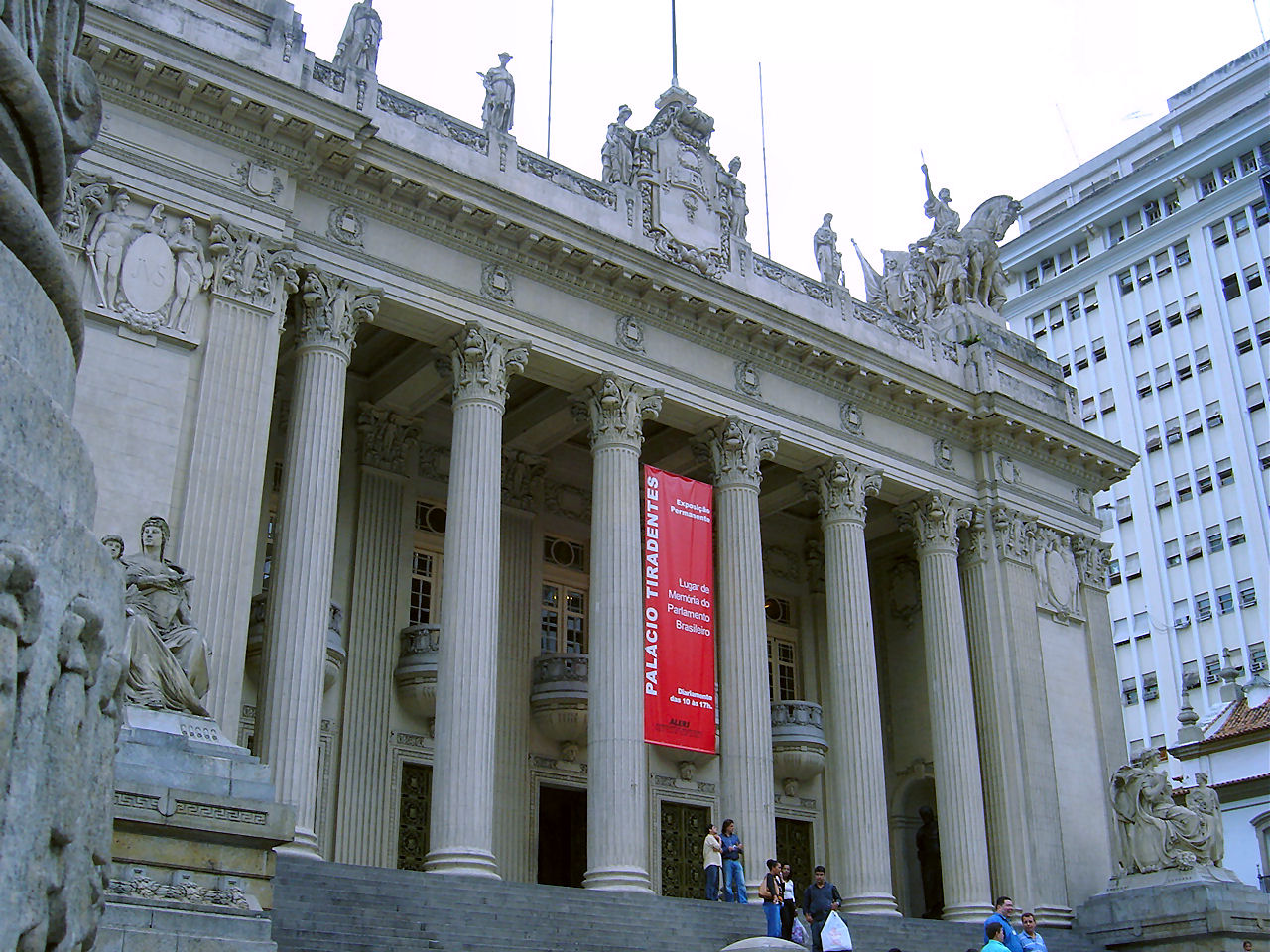
Haupteingang des Palácio Tiradentes

## Bauwerk
Das Bauwerk ist in eklektischem Stil gehalten. Über dem Eingang stehen allegorische Skulpturen, die die Unabhängigkeit der Republik versinnbildlichen sollen. Im Inneren der Kuppel, verziert mit Malereien des brasilianischen Künstlers Rodolfo Chambelland, gibt es ein bemaltes Glasfenster, den Himmel darstellend wie in der Nacht des 15. November 1889, dem Zeitpunkt der Proklamation der Republik Brasilien. Das Gebäude beherbergt auch Dekorationen von renommierten Künstlern wie Eliseu Visconti, Carlos Oswald und John Timothy Costa. Eine Dekorplatte des Tiradentes-Palasts wurde von Eliseu Visconti im Jahre 1926 ausgeführt und stellt die Unterzeichnung der ersten republikanischen Verfassung von 1891 dar. Auf der großen Tafel, im Jahr 2001 restauriert, finden sich lebensgroße Porträts der dreiundsechzig Abgeordneten.

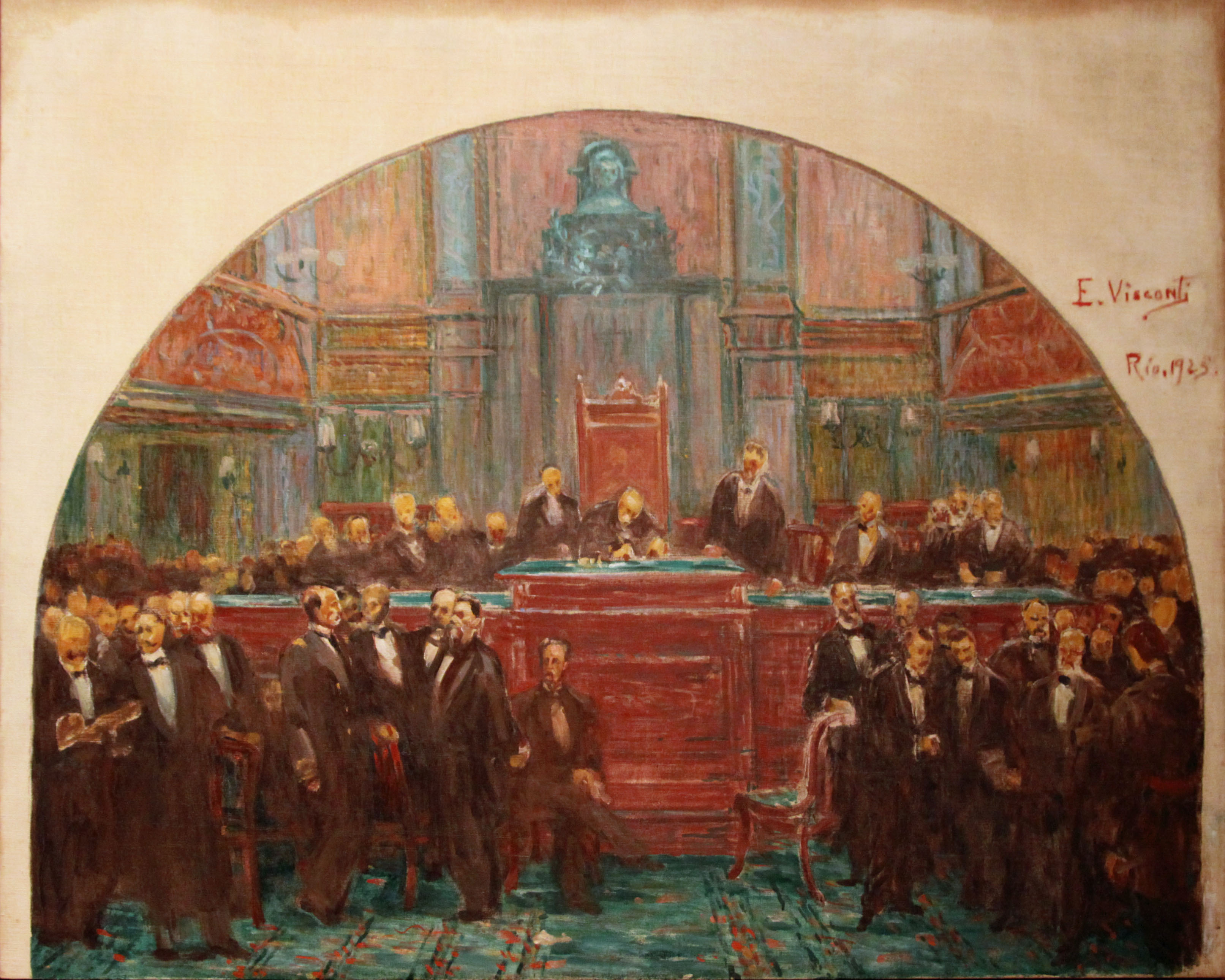
Unterzeichnung der Verfassung 1891, Eliseu Visconti (1926)